# Јевле
Јевле (швед. Gävle) град је у Шведској, у средишњем делу државе. Град је у оквиру Јевлеборшког округа, чије је седиште и највећи град. Јевле је истовремено и седиште истоимене општине.
Јевле је познат као најстарији град историјске покрајине Норланд („Северне земље“), будући да је добио градска права још 1446. године.

## Природни услови
Град Јевле се налази у средишњем делу Шведске и Скандинавског полуострва. Од главног града државе, Стокхолма, град је удаљен 175 км северно. 
Рељеф: Јевле се развио у области Гестрик у оквиру историјске покрајине Норланд. Подручје града је равничарско до бреговито, а надморска висина се креће 0-30 м.
Клима у Јевлеу влада Континентална клима.
Воде: Јевле се развио на обали Ботнијског залива Балтичког мора, на месту где река Јевлеон утиче у море. Река дели град на северни и јужни део. На ушћу реке у море развио се лучки део града.

## Историја
Подручје Јевлеа било је насељено још у време раног средњег века. Због значаја насељавања севера данашње Шведске насеље је добило градска права још 1446. године.
Вековима је град био мали, са црквом, властелинским двором и градском кућом. После великих пожара 1776. и 1869. године град је обновљен по савременим начелима, у виду правилне, ортогоналне мреже улица.
Јевле доживљава препород у другој половини 19. века са проласком железнице и доласком индустрије. Нови препород десио се после Другог светског рата, када се град нагло проширио. Ово благостање траје и дан-данас.

## Становништво
Јевле је данас град средње величине за шведске услове. Град има око 71.000 становника (податак из 2010. г.), а градско подручје, тј. истоимена општина има око 96.000 становника (податак из 2010. г.). Последњих деценија број становника у граду лагано расте.
До средине 20. века Јевле су насељавали искључиво етнички Швеђани. Међутим, са јачањем усељавања у Шведску, становништво града је постало шароликије, али опет мање него у случају других већих градова у држави.

## Привреда
Данас је Јевле савремени индустријски град са посебно развијеном индустријом (посебно она везана за дрво). граду се налази веома познато предузеће за производњу кафе „Јевалија“. Последње две деценије посебно се развијају трговина, услуге и туризам.
Јевле је и универзитетски град са око 12.500 студената.

## Галерија
- Градска кућа Јевлеа
- Река Јевлеон при току кроз град
- Градска саборна црква
- концертна дворана у Јевлеу